# Формула Лейбница (производной произведения)
Формула Лейбница для {\displaystyle n}-ой производной произведения двух функций — обобщение правила дифференцирования произведения (и отношения) двух функций на случай {\displaystyle n}-кратного дифференцирования.
Пусть функции {\displaystyle f(z)} и {\displaystyle g(z)} — {\displaystyle n} раз дифференцируемые функции, тогда
{\displaystyle \left(f\cdot g\right)^{(n)}=\sum \limits _{k=0}^{n}{C_{n}^{k}f^{(n-k)}g^{(k)}},} где {\displaystyle C_{n}^{k}={n \choose k}={{n!} \over {k!\;(n-k)!}}} — биномиальные коэффициенты.

## Примеры
При {\displaystyle n=1} получается известное правило производной произведения:
{\displaystyle (f\cdot g)'={f'g}+{fg'}.}
В случае {\displaystyle n=2} имеем:
{\displaystyle (f\cdot g)''=\sum \limits _{k=0}^{2}{C_{2}^{k}f^{(2-k)}g^{(k)}}={f''g}+{2f'g'}+{fg''}.}
В случае {\displaystyle n=3}:
{\displaystyle (f\cdot g)'''=\sum \limits _{k=0}^{3}{C_{3}^{k}f^{(3-k)}g^{(k)}}={f'''g}+{3f''g'}+{3f'g''}+{fg'''}.}
В случае {\displaystyle n=4}:
{\displaystyle (f\cdot g)^{(4)}=\sum \limits _{k=0}^{4}{C_{4}^{k}f^{(4-k)}g^{(k)}}={f^{(4)}g}+{4f^{(3)}g^{(1)}}+{6f^{(2)}g^{(2)}}+{4f^{(1)}g^{(3)}}+{fg^{(4)}}.}

## Доказательство и обобщение
Доказательство формулы осуществляется по индукции с использованием правила произведения.
В мультииндексной записи формула может быть записана в более общем виде:
{\displaystyle \partial ^{\alpha }(fg)=\sum _{\{\beta \,:\,\beta \leq \alpha \}}{\alpha  \choose \beta }(\partial ^{\alpha -\beta }f)(\partial ^{\beta }g).}
Эта формула может быть использована для получения выражения для композиции дифференциальных операторов. В самом деле, пусть P и Q — дифференциальные операторы (с коэффициентами, которые дифференцируемы достаточное число раз) и {\displaystyle R=P\circ Q}. Если R также является дифференциальным оператором, то справедливо равенство:
{\displaystyle R(x,\xi )=e^{-{\langle x,\xi \rangle }}R(e^{\langle x,\xi \rangle }).}
Непосредственное вычисление дает:
{\displaystyle R(x,\xi )=\sum _{\alpha }{1 \over \alpha !}\left({\partial  \over \partial \xi }\right)^{\alpha }P(x,\xi )\left({\partial  \over \partial x}\right)^{\alpha }Q(x,\xi ).}
Эта формула также известна как формула Лейбница.